# Mošurov
Mošurov es un municipio del distrito de Prešov en la región de Prešov, Eslovaquia, con una población estimada a final del año 2024 de 197 habitantes.
Se encuentra ubicado en el centro-sur de la región, en el valle del río Torysa (cuenca hidrográfica del río Tisza) y cerca de la frontera con la región de Košice.

## Demografía
| Año        | 1994 | 2004     | 2014     | 2024    |
| ---------- | ---- | -------- | -------- | ------- |
| Población  | 135  | 159      | 182      | 197     |
| Diferencia |      | +17,77 % | +14,46 % | +8,24 % |

| Año        | 2023 | 2024    |
| ---------- | ---- | ------- |
| Población  | 192  | 197     |
| Diferencia |      | +2,60 % |